# ابوذر صفرزاده
ابوذر صفرزاده (زادهٔ ۵ دی ۱۳۷۴) بازیکن فوتبال اهل ایران است که در پست هافبک هجومی  سابقه بازی در تیم های فجر شهید سپاسی شیراز ، ذوب آهن اصفهان ، شاهین بوشهر ، مس کرمان ، پدیده مشهد و ون پارس اصفهان را دارد و اکنون برای باشگاه فوتبال ملوان بندر انزلی در لیگ برتر خلیج فارس بازی می‌کند.